# 湖翼甲鯰
湖翼甲鯰為輻鰭魚綱鯰形目甲鯰科的其中一種，為熱帶淡水魚，分布於南美洲马代拉河流域，體長可達37公分，棲息在底層水域，生活習性不明，可作為觀賞魚。

## 扩展阅读
維基物種上的相關：湖翼甲鯰